# John Dick (Politiker)

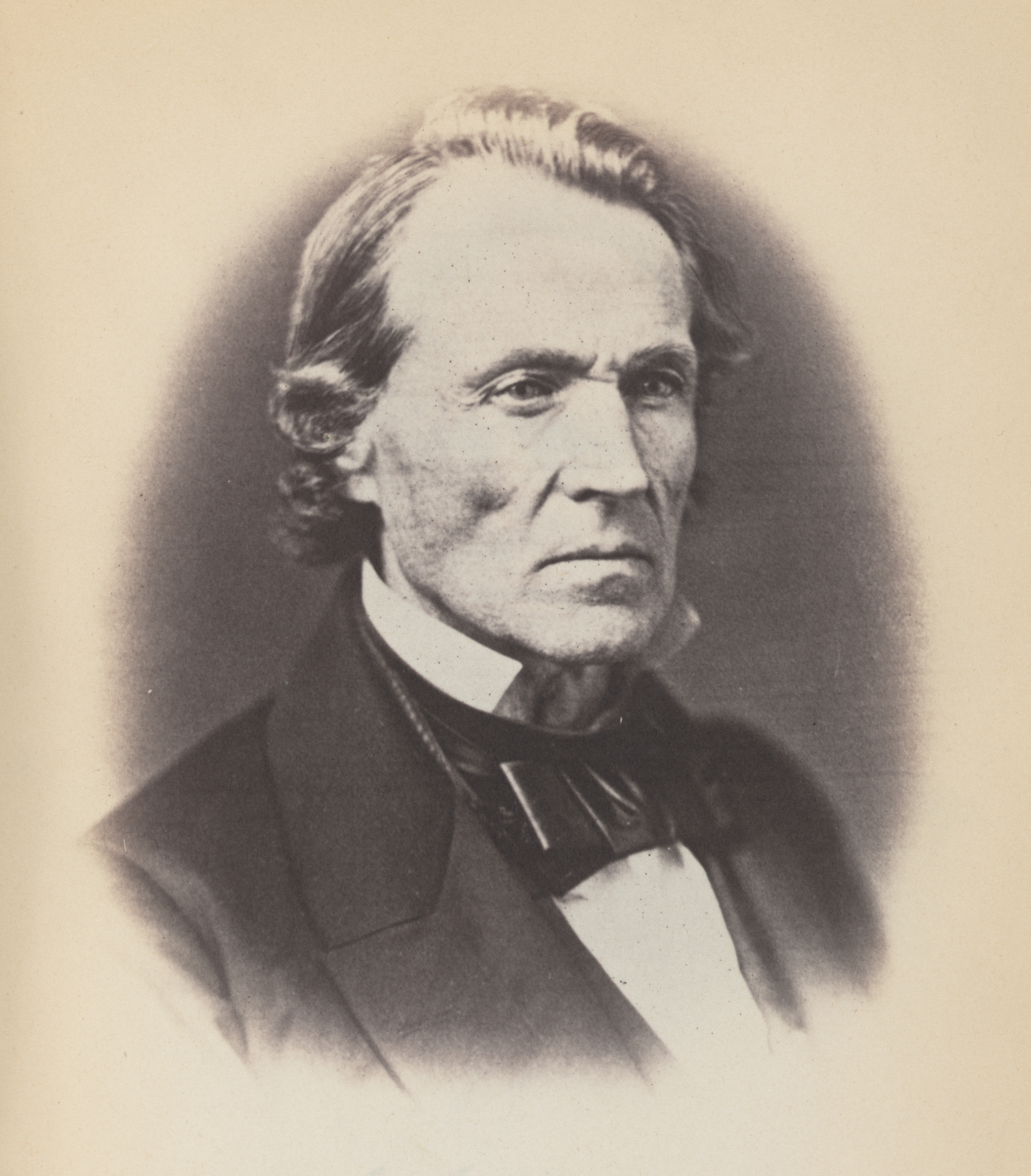
John Dick (1859)

John Dick (* 17. Juni 1794 in Pittsburgh, Pennsylvania; † 29. Mai 1872 in Meadville, Pennsylvania) war ein US-amerikanischer Politiker. Zwischen 1853 und 1859 vertrat er den Bundesstaat Pennsylvania im US-Repräsentantenhaus.

## Werdegang
Noch in seinem Geburtsjahr zogen John Dicks Eltern mit ihrem kleinen Sohn nach Meadville, wo er später die öffentlichen Schulen besuchte. Danach wurde er Mitglied der Staatsmiliz von Pennsylvania, in der er bis 1831 bis zum Brigadegeneral aufstieg. Später wurde er auch im Bankgewerbe tätig. 1850 gründete er die Bank J.& J. R. Dick. Im selben Jahr war er beisitzender Richter im Crawford County. Er setzte sich auch für den Bau der Atlantic and Great Western Railroad ein und wurde Präsident der Versicherungsgesellschaft Crawford Mutual Insurance Co. Politisch wurde er Mitglied der Whig Party. Nach deren Auflösung schloss er sich Mitte der 1850er Jahre der kurzlebigen Opposition Party an. Danach wechselte er zu den Republikanern. Im Kongress sollte er jede dieser Parteien für jeweils eine Legislaturperiode vertreten.
Bei den Kongresswahlen des Jahres 1852 wurde Dick im 24. Wahlbezirk von Pennsylvania in das US-Repräsentantenhaus in Washington, D.C. gewählt, wo er am 4. März 1853 die Nachfolge des Demokraten Alfred Gilmore antrat. Nach zwei Wiederwahlen im 25. Distrikt seines Staates konnte er bis zum 3. März 1859 drei Legislaturperioden im Kongress absolvieren. Diese waren von den Ereignissen im Vorfeld des Bürgerkrieges geprägt. Im Jahr 1858 wurde Dick von der Republikanischen Partei zur Wiederwahl aufgestellt; er lehnte die Nominierung aber ab.
Nach dem Ende seiner Zeit im US-Repräsentantenhaus nahm er seine früheren Tätigkeiten wieder auf. Er starb am 29. Mai 1872 in Meadville, wo er auch beigesetzt wurde. John Dicks Sohn Samuel (1836–1907) wurde ebenfalls Kongressabgeordneter.